# Distretto di Annaba
Il distretto di Annaba è un distretto della provincia di Annaba, in Algeria.

## Comuni
Il distretto di Annaba comprende 2 comuni:
- Annaba
- Seraïdi